# Banato di Timișoara

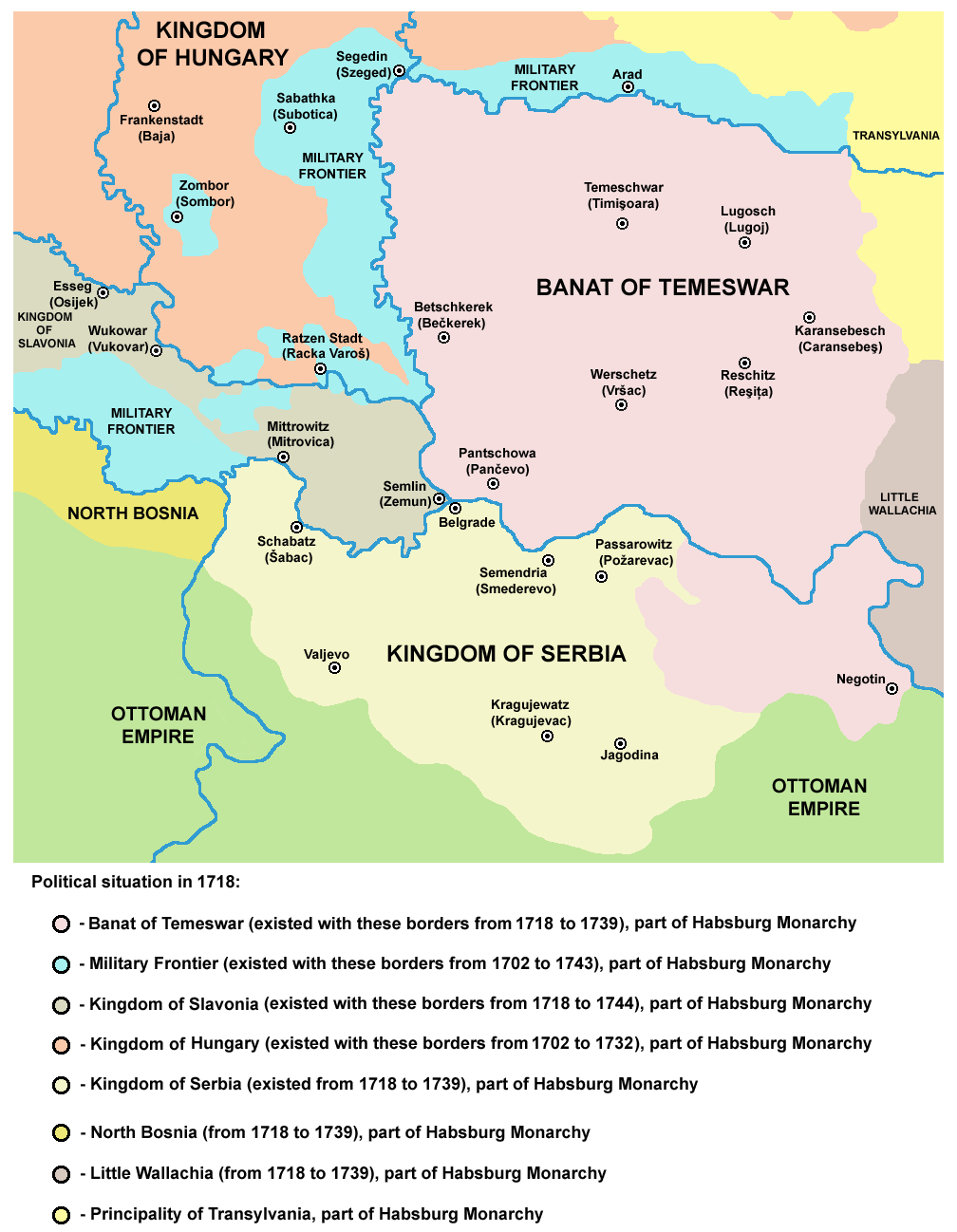
Il Banato di Temeswar, provincia della Monarchia asburgica nel 1718-1739

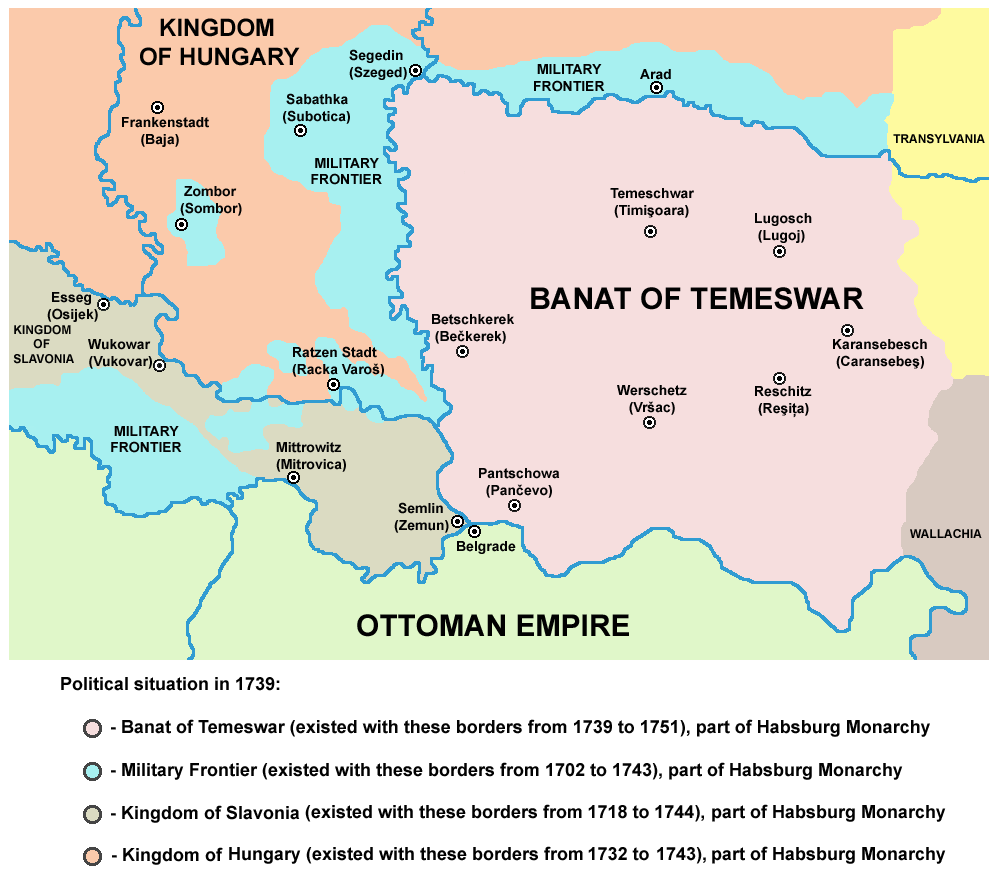
Il Banato di Temeswar, provincia della Monarchia asburgica nel 1739-1751

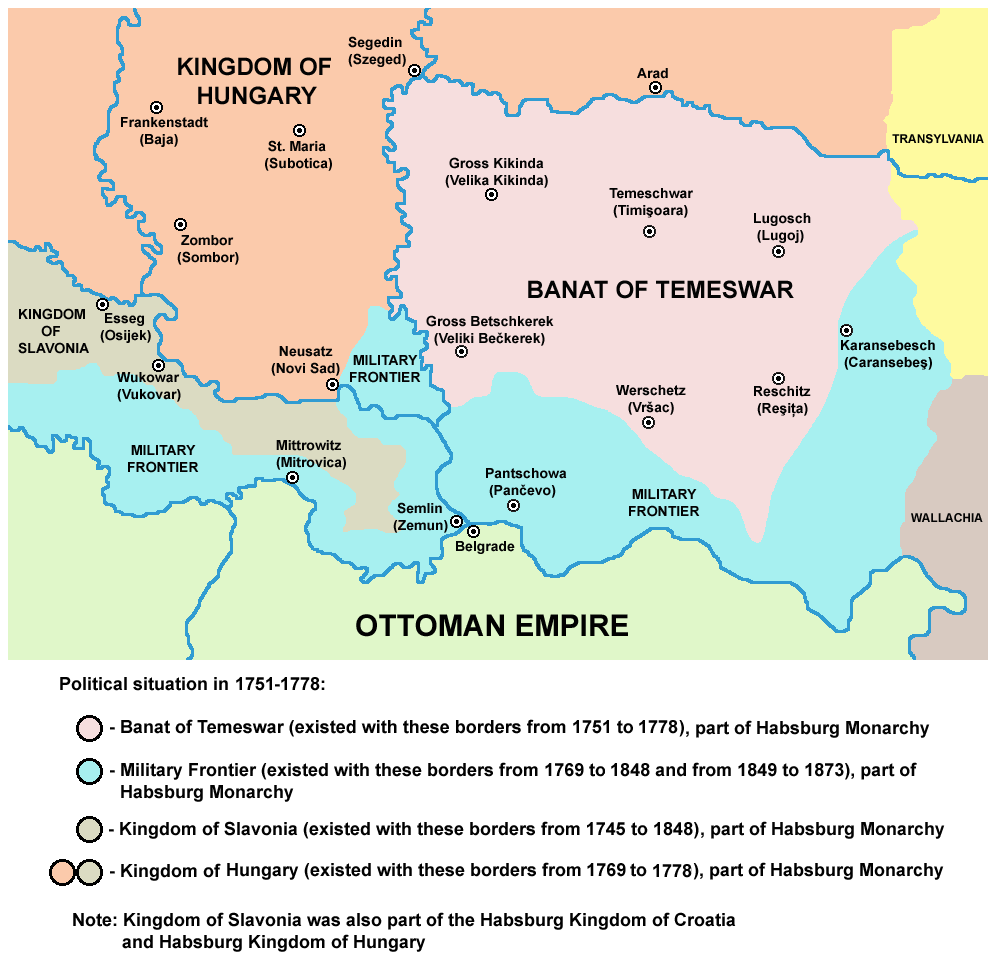
Il Banato di Temeswar nel 1751–1778

Il Banato di Timișoara (indicato a seconda delle diverse lingue anche come Banato di Temeswar o Banato di Temes) fu una provincia della monarchia asburgica esistente tra il 1718 ed il 1778. Essa era collocata nell'attuale regione del Banato, che prende appunto il suo nome da questa antica provincia. La provincia venne abolita nel 1778 ed incorporata nel Regno d'Ungheria asburgico.

## Dualità del nome
Nei documenti ufficiali del tempo e secondo il linguaggio nativo della regione, il nome della provincia era indicato in due forme base, la prima derivata dal nome di Temeswar (Timișoara), la seconda derivata dal nome della contea di Temes, la regione locale: in tedesco - Temeschwarer Banat (Temescher Banat), in rumeno - Banatul Timişoarei (Banatul timişan), in serbo - Темишварски Банат (Тамишки Банат) e Temišvarski banat (Tamiški Banat), in ungherese - Temesvári Bánság (Temesi Bánság) e in latino - Banatus Temesvariensis (Banatus Temesiensis).

## Storia
Prima della fondazione della provincia asburgica, la regione del Banato era costellata di una serie di entità locali: il Voivodato di Glad (IX secolo), il Voivodato di Ahtum (XI secolo), il Banato di Severin sulla frontiera medievale del Regno d'Ungheria (dal 1233 al XVI secolo), la provincia ottomana chiamata Eyalet di Temeșvar (1552–1716) ed il Banato di Lugos e Karansebes con il Principato di Transilvania (XVI secolo), integralmente sotto la sovranità dell'Impero ottomano.
Dopo la guerra austro-turca (1683–1697) e prima del trattato di Karlowitz (1699) gran parte del Banato venne temporaneamente occupata dalle forze del principe Eugenio di Savoia; in conseguenza del trattato, la sovranità ottomana venne riconosciuta sulla regione col forte di Temeşvar. Ad ogni modo, come risultato della Guerra di successione spagnola e della Guerra d'indipendenza di Rákóczi, gli Asburgo furono inclini a dirigere la loro attenzione altrove e non vi furono nuovi tentativi di erodere l'impero ottomano sino al 1710.
Nella Guerra austro-turca del 1716-18, il principe Eugenio di Savoia conquistò la regione del Banato all'Impero ottomano, azione riconosciuta ufficialmente col Trattato di Passarowitz (1718). La Monarchia asburgica stabilì dunque una nuova regione amministrativa e militare sotto il nome di Banato di Temeswar. La capitale della provincia divenne Temeswar. La provincia rimase sotto amministrazione militare sino al 1751 quando venne introdotta per merito dell'imperatrice Maria Teresa d'Austria l'amministrazione civile.
Dal 1718 al 1739, il Banato di Temeswar includeva non solo la regione del Banato ma anche parti dell'attuale Servia sulla riva sud del Danubio. A seguito del Trattato di Belgrado (1739), le aree a sud del Danubio tornarono sotto il controllo ottomano. Nel 1751, le parti a sud del Banato vennero escluse dalla provincia e venne fondata nell'area la Frontiera Militare del Banato.
Il Banato di Temeswar venne abolito nel 1778, e nel 1779 esso venne incorporato nel Regno asburgico d'Ungheria, mentre il suo territorio venne diviso in tre contee: Torontál, Temes e Krassó-Szörény. La parte meridionale della regione del Banato, parte del Banato di Temeswar sino al 1751, rimase parte della Frontiera Militare (Krajina del Banato) sino al 1873.

## La popolazione
La provincia dovette essere ripopolata a seguito della conquista asburgica per la scarsa presenza densità di popolazione dovuta alle avversità delle precedenti guerre. La densità della popolazione era tra le più basse d'Europa ed alcune ricerche hanno addirittura suggerito 1 persona per chilometro quadrato. Secondo il primo censimento condotto dalle autorità militari asburgiche, infatti, la popolazione del Banato era di circa 20.000 abitanti, in gran parte serbi. La popolazione musulmana del Banato lasciò l'area immediatamente prima della conquista asburgica temendo pesanti ritorsioni. Il territorio venne quindi ripopolato da famiglie tedesche che provenivano dalle terre dell'Austria e della Germania meridionale oltre che da rumeni provenienti dalla Valacchia e dalla Transilvania, da Slovacchi a nord, e da rifugiati serbi provenienti dall'Impero ottomano, mentre altri di loro si piazzarono in altre parti della Monarchia asburgica. La colonizzazione dell'area ad opera di vari gruppi etnici perdurò sino all'inizio del XIX secolo. Il governo organizzato in distretti reggimentali garantì speciali privilegi ai serbi in cambio della difesa dei confini. L'area aveva inoltre perso la sua popolazione ungherese nel XVI secolo, ma con la dominazione asburgica a questi venne concesso di fare ritorno nelle loro terre Per questo motivo gli ungheresi furono quasi del tutto assenti nel Banato sino alla prima metà del XVIII secolo. Gli insediamenti ungheresi si insediarono in diverse parti del Banato (in particolare in Transdanubia, nella Contea di Csongrád e nei distretti di Jász e Kun).
Secondo i dati registrati nel 1774, la popolazione del Banato di Timișoara era composta da:
- Rumeni = 220,000
- Serbi e Greci = 100,000
- Tedeschi = 53,000
- Ungheresi e Bulgari = 2,400
- Ebrei = 340

Il primo censimento ufficiale si tenne all'epoca di Giuseppe II nella seconda metà del XVIII secolo ed esso mostrò subito la maggioranza rumena degli abitanti della regione ad est, dei serbi a sud e di una diffusione di tedeschi su tutto il territorio.

## Governatori
I governatori del Banato di Timișoara non godevano del titolo tradizionale di bano. Essi erano governatori militari e capi dell'amministrazione provinciale (in tedesco: Militärpräsidenten der Landesadministration des Temescher Banats).
- Claudius Florimund Mercy (1716–1734)
- Johann Andreas von Hamilton (1734–1738)
- Wilhelm Reinhard von Neipperg (1738–1739)
- August Jakob Heinrich von Suckow (1739–1740)
- Franz Anton Leopold Ponz von Engelshofen (1740–1757)
- Ferdinand Philipp von Harsch (1757–1758)
- Anton von Puebla (1758–1759)
- Siegmund Friedrich Samuel von Lietzen (1759–1769)
- Maximilian Joseph von Mitrowsky (1769–1775)
- Johann Franz Anton von Zedtwitz (1775–1779)